# 萨尔瓦多
薩爾瓦多共和國（西班牙語：República de El Salvador），通称萨尔瓦多，是位於中美洲北部的國家，為中美洲唯一不靠大西洋之國家，全國面积21,393平方公里。該國西北鄰接危地馬拉，東北與洪都拉斯交界，西面濱臨太平洋，東南鄰近丰塞卡灣。首都为圣萨尔瓦多。1821年9月15日脫離西班牙的统治独立。從19世紀末到20世紀中葉，薩爾瓦多經歷了長期的政治和經濟動盪，政變與專制獨裁層出不窮，持續的社會經濟不平等和內亂在1979年至1992年的薩爾瓦多內戰中達到高潮，這場戰爭由軍方領導的政府與左翼游擊團體聯合組織之間進行。內戰以1992年雙方簽署《查普爾特佩克和平協定》結束。這項通過談判達成的協議建立了多黨制的憲法共和國，直到今日。
萨尔瓦多曾是全球首个将比特币作为法定货币的国家，目前已取消。

## 國名
「薩爾瓦多」（El Salvador）在西班牙语解作「救世主」。1524年，西班牙征服者佩德羅·德·阿爾瓦拉多把新征服的土地命名為「我主耶穌基督救世主省」（西班牙語：Provincia de Nuestro Señor Jesus Cristo, El Salvador del Mundo），日後人們逐漸簡稱此地為「救世主」（El Salvador），即今日所謂「薩爾瓦多」。

## 历史

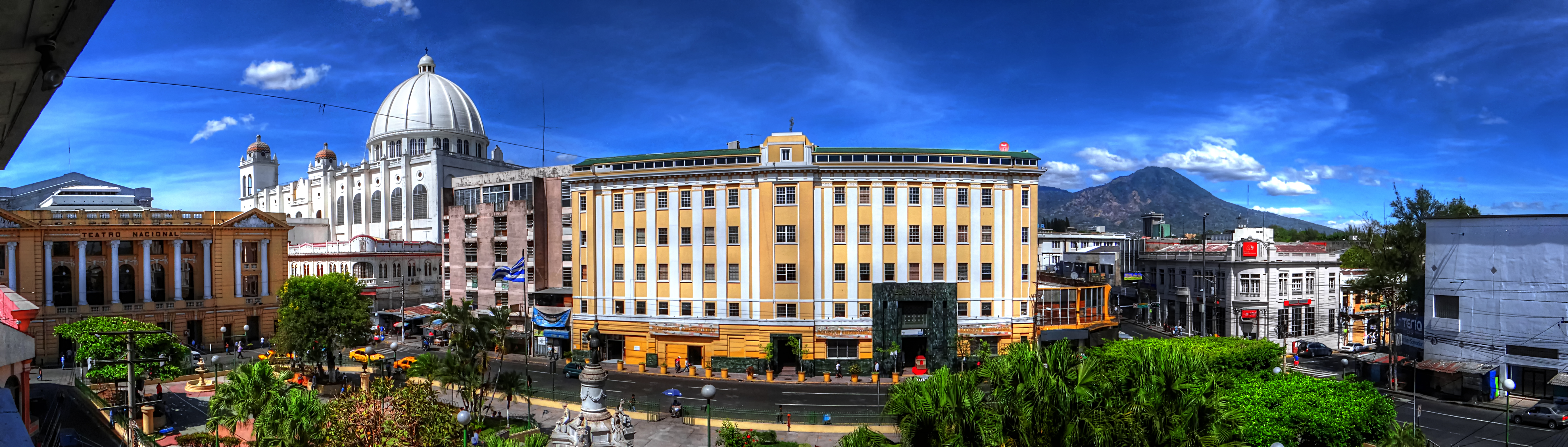
首都聖薩爾瓦多

1524年沦为西班牙殖民地，1821年9月15日宣布独立。后为墨西哥帝国的一部分。1822年帝国崩溃，萨尔瓦多加入中美洲联邦。1838年中美洲联邦解体后于1841年2月18日宣布成立共和国；
薩爾瓦多內戰（1980年～1992年）為政府軍與游擊隊的內戰，超過7.5萬人死亡或失踪。
其後並在2004年初簽訂了政黨內部和平（停戰）協定條約。

## 地理

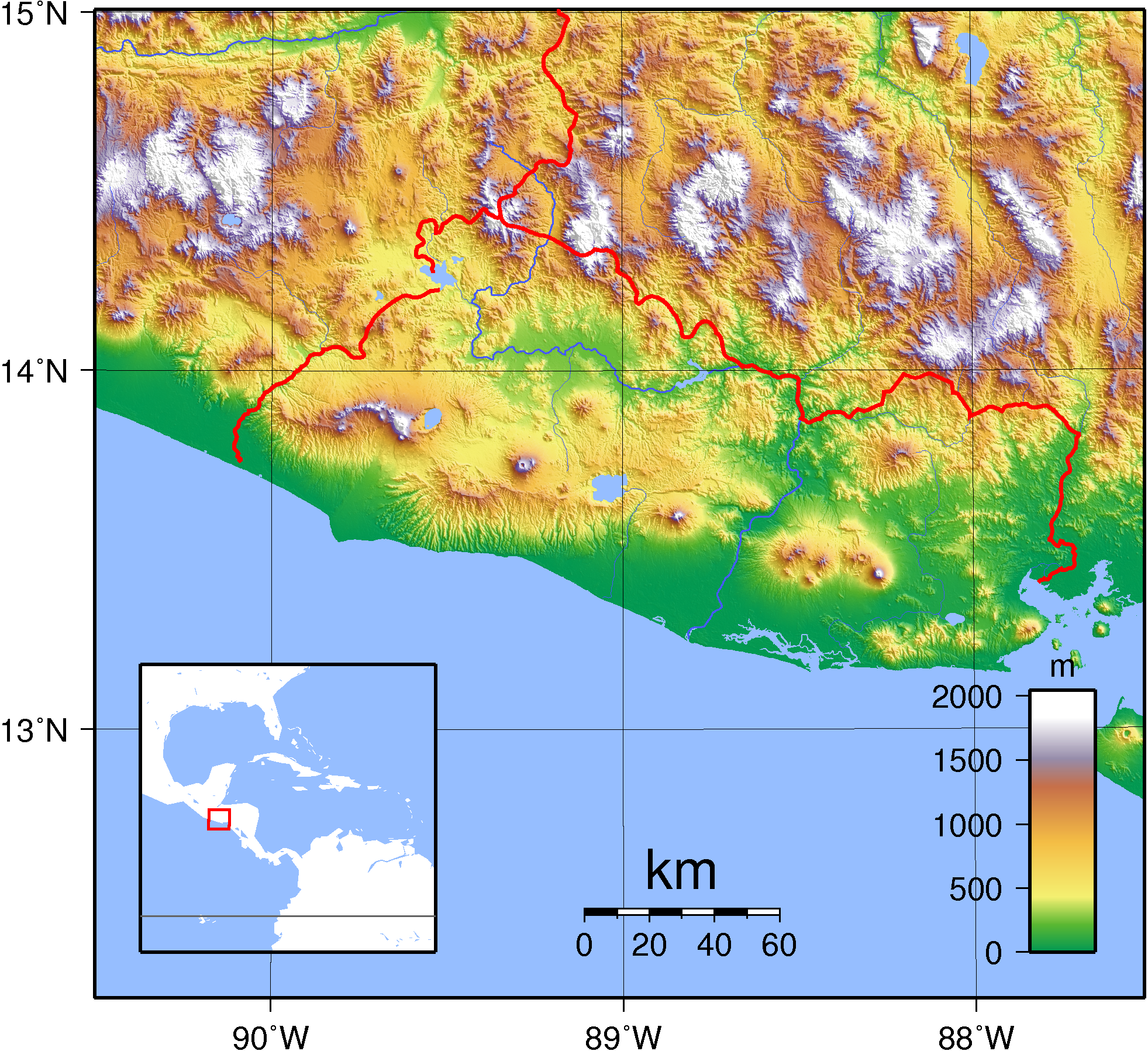
薩爾瓦多的地形圖

境内70%为熔岩台地和山地，平均海拔约610米。除南部沿海狭长平原外，国内其余为山地高原，境内多火山，外號“火山之国”。海拔2381米的圣安娜火山为全国最高峰。沿海和低地气候湿热，山地气候凉爽。年平均气温約在摄氏17—25度。
薩爾瓦多是中美洲面積最小的國家。自然景觀豐富，火山地形是最大特色，其中最富盛名的綠色小丘（Cerro Verde）、伊萨尔科火山和聖安娜火山等三座火山，匯集而成火山群。该国河流多短小湍急，其中以伦帕河流域面积最广、长度最长。
薩國海岸地帶是標準的熱帶氣候，擁有許多知名的海灘度假勝地。高山地區或許涼爽許多，但溫度還是在攝氏10度以上，一年四季都是生長季節。境內四處皆有山林分布，植物、動物種類都十分豐富，而珍貴稀有的蘭花就是其中一種。矿藏有金、银、硫黄、石油等。
首都聖薩爾瓦多以地震多發而聞名，最近一次大地震是2014年7.4级地震。

## 政府與政治

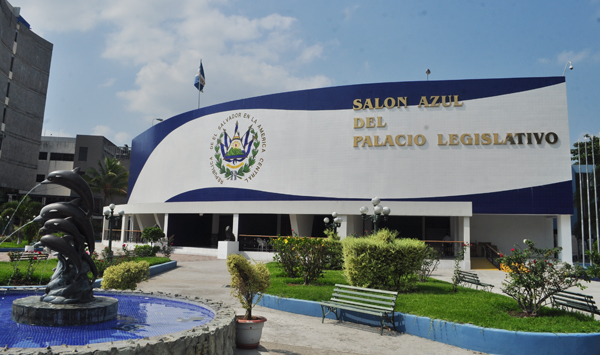
萨尔瓦多共和国立法议会

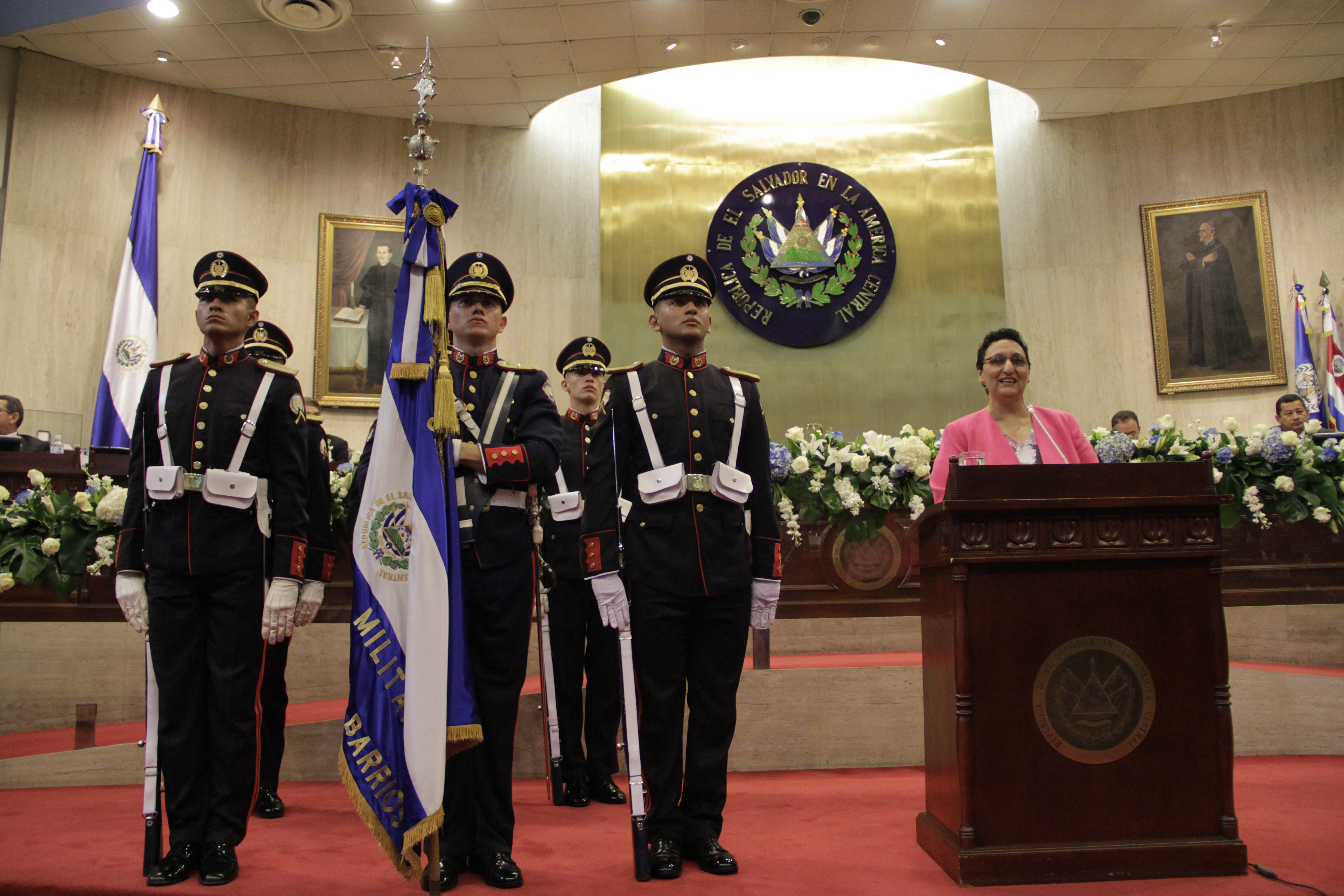
参观萨尔瓦多共和国立法议会的軍校生

1983年的憲法是薩爾瓦多法律的最高權威。根據憲法，薩爾瓦多是個代議制民主國家，其政府包括了以下：
1. 行政部門。行政部門由共和國總統領導，而萨尔瓦多总统經由全民直選產生。按照2025年的修改后的宪法，总统任期為六年，无连任限制[14]。總統為國家的三軍總司令，且內閣部長由總統本人親自指派，現任總統納伊布·布克萊 2019年首次當選總統，2024年再次贏得選舉，任期至2029年結束。
2. 立法部門。薩爾瓦多的立法機構叫做立法议会，薩爾瓦多的立法部門為一院制，由84名議員組成，議員由全民直選產生，任期3年。
3. 司法部門。司法部門由最高法院領導，最高法院由15名大法官組成，其中一人被選為司法部長。

### 政治文化

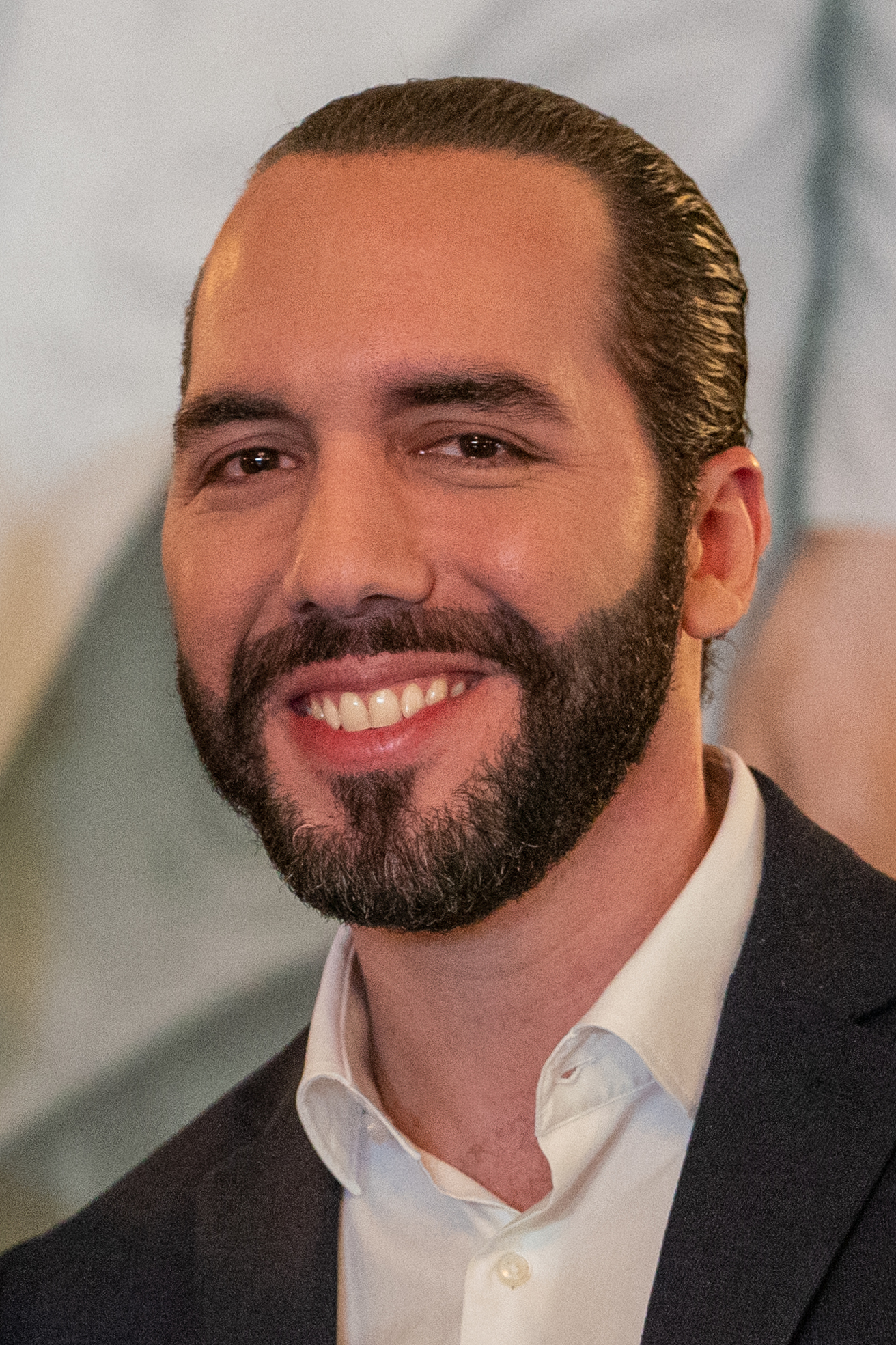
現任薩爾瓦多總統納伊布·布格磊

目前該國主要兩大政黨為右派民族主义共和联盟（ARENA）和左派法拉本多·马蒂民族解放阵线（FMLN）。FMLN從2009年起執政至今。2010年國家共和聯盟黨（ARENA）分裂，退黨者成立偏右派的國家團結聯盟黨（GANA），並在2019年薩爾瓦多總統選舉由代表該黨的納伊布·布格磊勝出，結束兩大黨輪流執政。

### 外交關係

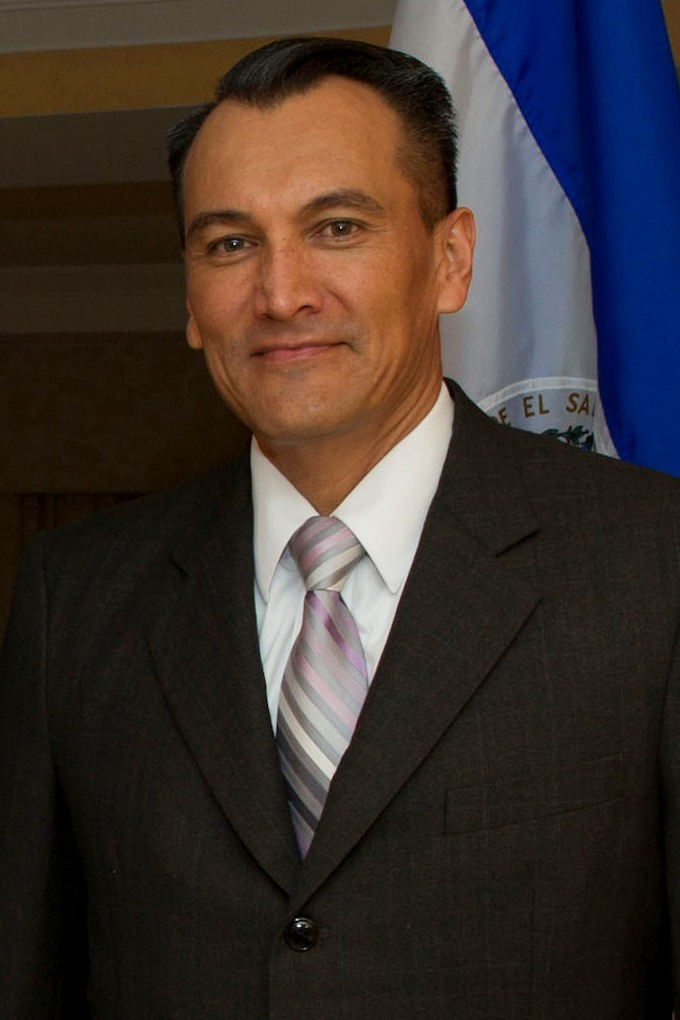
José Atilio Benítez Parada為薩爾瓦多將軍、大使及前國防部長

### 軍事
薩爾瓦多的軍隊分成海軍、陸軍和空軍三個軍種。目前一共有大約17,000人在薩爾瓦多軍隊當中服役。

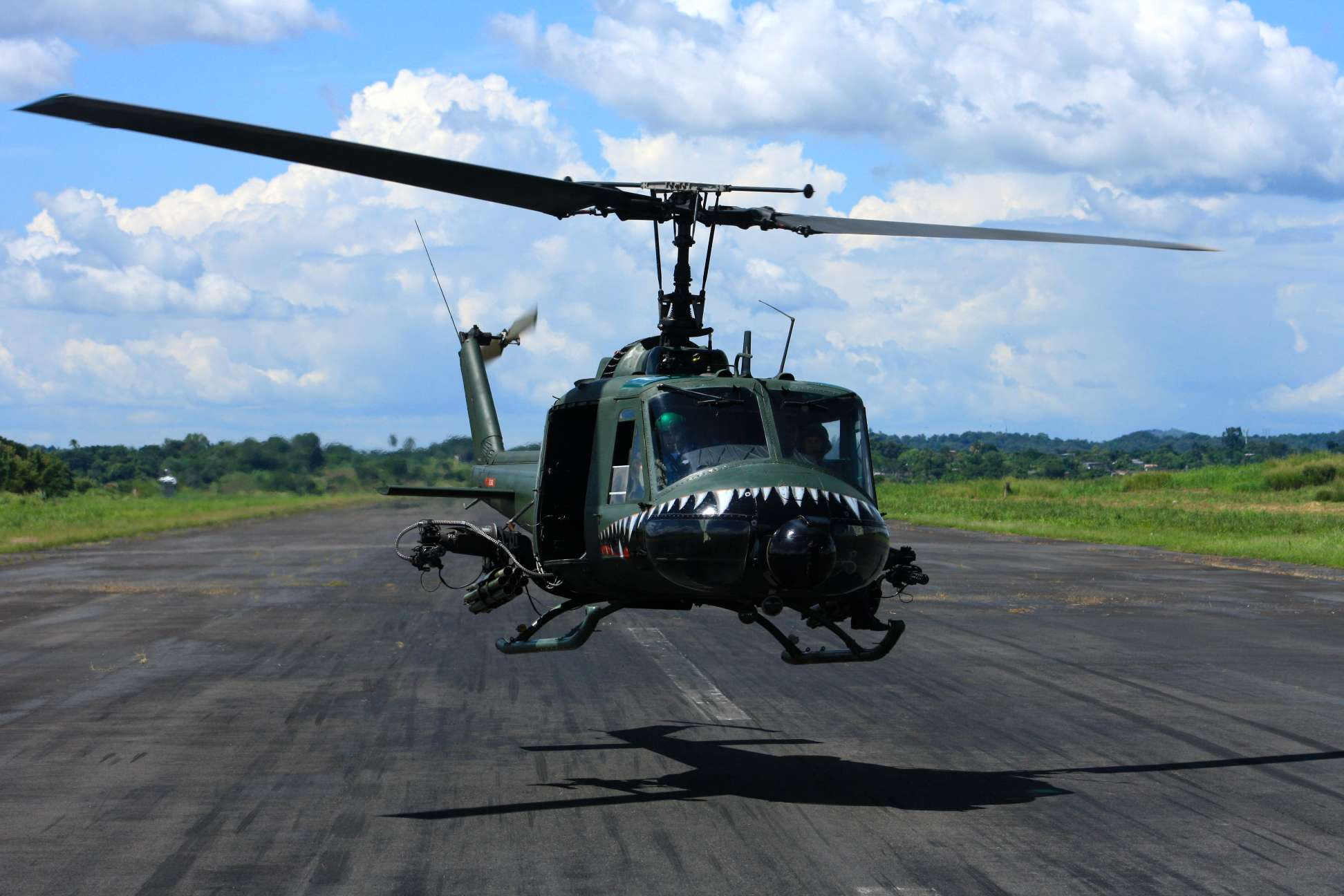
薩爾瓦多空軍的UH-1直升機
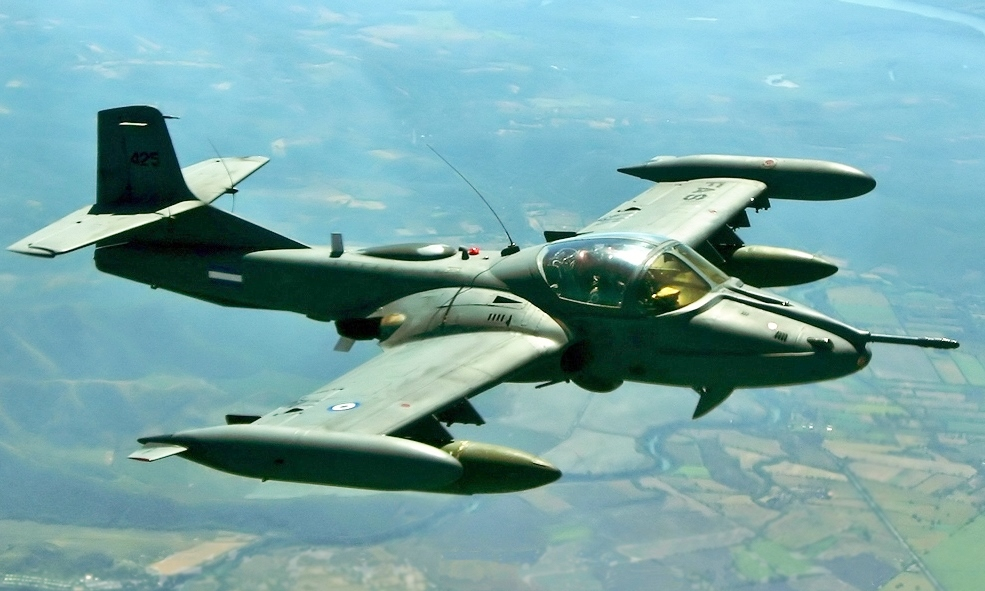
薩爾瓦多空軍的A-37蜻蜓式攻擊機

### 人權
國際特赦組織對薩爾瓦多有數名警察因濫權殺人被逮的事情感到關注。其他在過去十年間，曾受國際特赦組織關注的議題包括了兒童失蹤、對婦女受害的犯罪的調查和執法不力，以及宣告工會為非法組織等等。
在薩爾瓦多，若一名婦女流產，她常常會受到蓄意墮胎或能保住胎兒但未盡全力的指控。不知道自己懷孕的婦女，或者不能防止流產的婦女，可能會面臨長期監禁的處罰。當地治安堪慮，尤其是女性的安全。
萨尔瓦多曾是全世界谋杀率最高的国家之一，黑帮组织MS-13及巴里奥-18经常发生火拼，导致国内平民死伤不断。但自從納伊布·布格磊執政後，實施嚴厲打擊犯罪的政策，并修订法律强化警察职权，加重对涉黑犯罪的惩罚力度；自2022年以来，萨尔瓦多有7万人在政府扫荡黑帮的行动中被逮捕入狱，该国前总统毛里西奥·富内斯也與黑幫勾結而被判有罪；2023年，萨国政府更修筑了反恐怖主义监禁中心，用以监禁黑帮成员。尽管萨国警察在执法期间时常受到侵犯人权的指控，但萨尔瓦多国内的治安状况还是因此得到了较大的改善，非法移民人数也相应地有所减少。

### 行政區劃
薩爾瓦多全国有14个省（departamentos）:
| | |
| - 阿瓦查潘省（Ahuachapán Department，省会：阿瓦查潘） - 卡瓦尼亚斯省（Cabañas Department，省会：森孙特佩克） - 查拉特南戈省（Chalatenango Department，省会：查拉特南戈） - 库斯卡特兰省（Cuscatlán Department，省会：科胡特佩克） - 拉利伯塔德省（La Libertad Department，省会：新圣萨尔瓦多） - 拉巴斯省（La Paz Department，省会：萨卡特科卢卡） - 拉乌尼翁省（La Unión Department，省会：拉乌尼翁） | - 莫拉桑省（Morazán Department，省会：圣弗朗西斯科） - 聖米格爾省（San Miguel Department，省会：圣米格尔） - 圣萨尔瓦多省（San Salvador Department，省会：圣萨尔瓦多） - 圣维森特省（San Vicente Department，省会：圣维森特） - 圣安娜省（Santa Ana Department，省会：圣安娜） - 松索纳特省（Sonsonate Department，省会：松索纳特） - 乌苏卢坦省（Usulután Department，省会：乌苏卢坦） |

薩爾瓦多全国也可分為三个大区:西区La Zona Occidental，東区La Zona Oriental和中区La Zona Paracentral.

## 经济

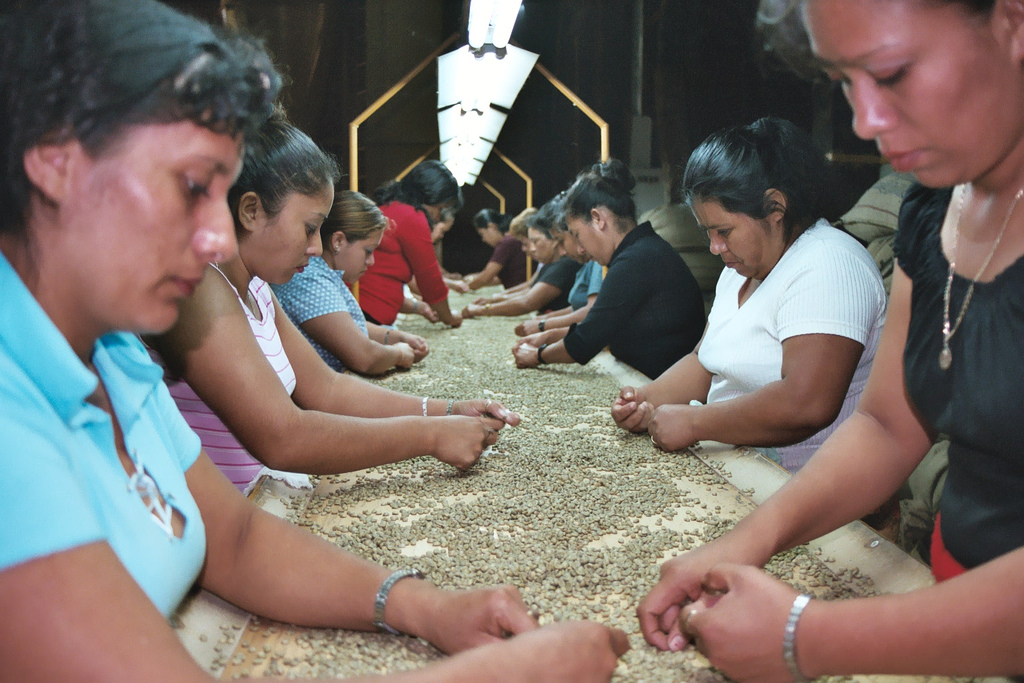
咖啡廠

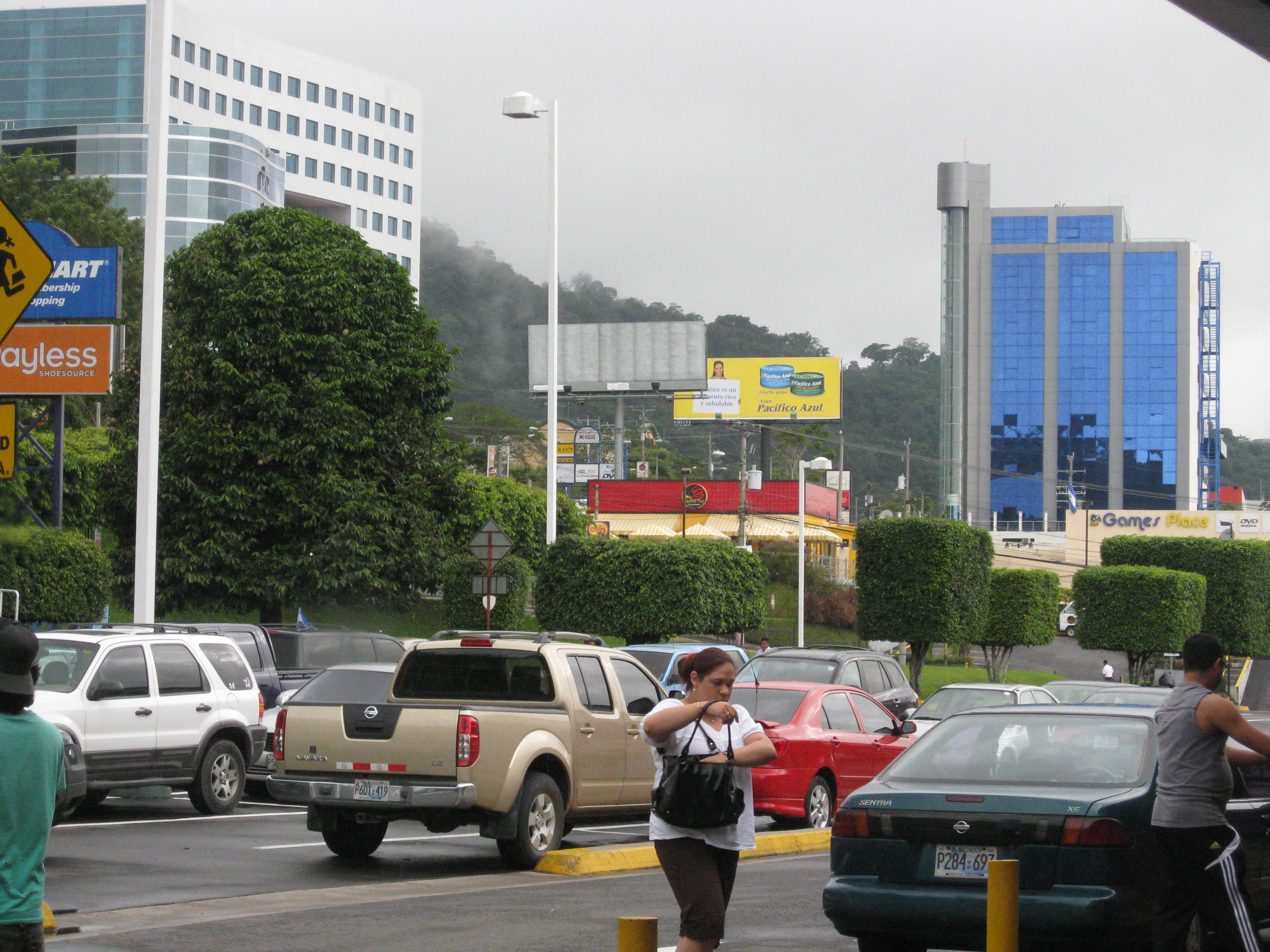
首都圣萨尔瓦多街頭

国民经济以农业为主，主要盛產咖啡和棉花。在1980年内战爆发前，该国曾是中美洲工业化程度较高的国家，曾拥有钢铁冶炼厂、炼油厂等重工企业。现今则以紡織、植物油加工、香菸、啤酒製造等小型工業为主，这些工业者多集中於聖薩爾瓦多市和附近地區。另外薩爾瓦多政府為了鼓勵外商投資，對於外商所創立的公司有免除購買稅的稅折（約13%的折扣）。
在2001年以前，萨尔瓦多的法定貨幣是薩爾瓦多科朗。该年1月1日起美元成为法定貨幣，萨尔瓦多中央银行不再发行科朗，但科朗仍可继续流通，汇率固定为1美元兑换8.75科朗，银行提供科朗换成美元的兑换服务，不得收取额外费用。
薩爾瓦多是第一個簽訂《中美洲自由貿易協定》的國家。中美洲自由貿易協定強化該國出口加工食品、糖和酒精、紡織成衣的競爭力。
2017年4月，薩爾瓦多成為世界上第一個因環境和公共衛生原因禁止在其領土上開採金屬的國家。主要原因是礦業公司採金礦所使用氰化物長年污染該國的河川。
2021年6月9日，薩爾瓦多议会投票批准比特币成为萨尔瓦多的法定货币，萨尔瓦多成为全球第一个将比特币作为法定货币的国家。同年9月7日，比特幣正式成為薩爾瓦多法定貨幣。2025年1月29日，薩爾瓦多為滿足向國際貨幣基金組織貸款14億美元的條件，通過一項《比特幣法》修正案，取消比特幣作為官方貨幣的地位。

## 軍事
薩爾瓦多武裝部隊包括陸軍，空軍和海軍。在1840年薩爾瓦多武裝部隊退出中美洲聯邦，1931年參加薩爾瓦多共產黨叛亂的平息行動，在1969年參與洪都拉斯的足球戰爭；在內戰期間，薩爾瓦多最精銳部隊Atlacatl營，涉及薩爾瓦多Mozote村的屠殺事件，1992年薩爾瓦多內戰結束後，軍隊被減少了一半以上。目前，薩爾瓦多軍隊現役軍人16,800名（其中陸軍約15,000人、海軍700人、空軍約1,100人），預備部隊9,900，另有警察約12,000人。軍事費用占GDP: 16.4% (FY98)。

## 人口

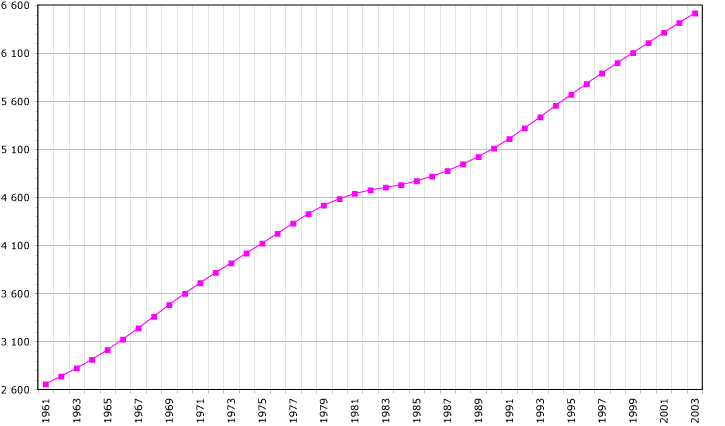
薩爾瓦多人口圖表
(1961年—2003年，來源：聯合國糧食及農業組織，2005年)
註：人口以百萬計

薩爾瓦多總人口約682萬(2021年)，其中印歐混血種人（即印第安人和西班牙人混血後裔）占90%。另外白人占9%，其餘1%為當地土著。首都聖薩爾瓦多為全國人口最多的城市，居住了210萬人。而住在鄉間的人口約占總人口的42%。
據聯合國的統計，薩爾瓦多人的平均壽命為男性68歲；而女性則是74歲。

## 教育
萨尔瓦多政府对教育领域的投资较少，该国的教育系统可分为早期教育、学前教育、基础教育、中等教育与高等教育五个层级，高等教育机构多为私立，萨尔瓦多大学为该国第一所大学，截至2023年，也是国内唯一的公立大学。

## 宗教
薩爾瓦多宗教（2022年）
薩爾瓦多主要信奉基督教，其中最大的教派為天主教，現時全國天主教基督徒占43.3%人口，而新教基督徒占約33.9%，近年來新教在該國的勢力有上升的趨勢。

## 文化
經過數世紀的殖民統治後，當地的印第安人已經被同化，只有少數仍能夠保留其印第安文化、傳統和語言。而深受天主教影響的薩爾瓦多，可以在其眾多和天主教有關的節慶日中體現出來。
| 日期          | 節日名稱               | 当地名                  | 备注                                                                         |
| ------------- | ---------------------- | ----------------------- | ---------------------------------------------------------------------------- |
| 三月或四月    | 四旬期聖週             | Semana Santa            | 薩爾瓦多天主教徒的重要節慶，很多嘉年華式慶祝活都會舉行。                     |
| 5月1日        | 劳动节                 | Día de los trabajadores | 即国际劳动节                                                                 |
| 5月10日       | 母亲节                 | Día de la Madre         |                                                                              |
| 8月1日-8月7日 | 圣萨尔瓦多节           | Fiestas de Agosto       | 紀念薩爾瓦多的守護聖徒the El Salvador del Mundo 該節日亦稱作Ghetto Jesus Day |
| 9月15日       | 独立日                 | Día de la Independencia | 庆祝1821年自西班牙獨立                                                       |
| 10月12日      | 美洲发现日（哥伦布日） | Día de la Raza          | 紀念哥倫布發現美洲新大陸                                                     |
| 11月2日       | 追思节                 | Día de los Difuntos     |                                                                              |
| 12月25日      | 圣诞节                 | Navidad                 |                                                                              |

### 體育
薩爾瓦多最受歡迎的運動為足球。薩爾瓦多國家足球隊曾在1970年和1982年取得世界盃足球賽的參賽資格。
位於聖薩爾瓦多的庫斯卡特蘭體育場為國家主球隊的主場。該體育場於1976年啟用，可容納53400人，為中美洲和加勒比海地區最大的體育場。

## 外部連結
- Embassy of El Salvador in London – Content rich site about every aspect of Salvadorean life, government, business, and politics.
- Chief of State and Cabinet Members
- 《世界概况》上有关El Salvador的条目
- El Salvador at UCB Libraries GovPubs
- 中的“萨尔瓦多”
- El Salvador profile （页面存档备份，存于） from the BBC News
- 維基媒體的萨尔瓦多地圖集
- OpenStreetMap上有關萨尔瓦多的地理
- 维基导游上有關萨尔瓦多的旅行指南
- Salvadoran American Humanitarian Foundation (SAHF) （页面存档备份，存于）
- Fundacion Salvadoreña Para la Salud y el Desarollo Humano (FUSAL) （页面存档备份，存于）
- Key Development Forecasts for El Salvador （页面存档备份，存于） from International Futures

13°41′N 89°11′W / 13.683°N 89.183°W